# Bājgīrān
Bājgīrān (persiska: باجگیران) är en ort i Iran.   Den ligger i provinsen Khorasan, i den nordöstra delen av landet, 700 km öster om huvudstaden Teheran. Bājgīrān ligger 1 618 meter över havet och antalet invånare är 753.
Terrängen runt Bājgīrān är huvudsakligen kuperad, men åt nordväst är den bergig. Runt Bājgīrān är det ganska glesbefolkat, med 38 invånare per kvadratkilometer. Bājgīrān är det största samhället i trakten. Trakten runt Bājgīrān består i huvudsak av gräsmarker.